# Fatu-Hiva
Pour l'île, voir Fatu Hiva.
Fatu-Hiva est une commune de la Polynésie française dans l'archipel des Marquises. Le chef-lieu de cette dernière est Omoa. 

## Géographie
Celle-ci est composée d'une île : 
- Fatu Hiva

L'îlot intermittent de Motu Nao y est également rattaché.

## Toponymie
La commune porte le nom de l'île homonyme Fatu Hiva.

## Démographie
L'évolution du nombre d'habitants est connue à travers les recensements de la population effectués dans la commune depuis 1971. À partir de 2006, les populations légales des communes sont publiées annuellement par l'Insee, mais la loi relative à la démocratie de proximité du 27 février 2002 a, dans ses articles consacrés au recensement de la population, instauré des recensements de la population tous les cinq ans en Nouvelle-Calédonie, en Polynésie française, à Mayotte et dans les îles Wallis-et-Futuna, ce qui n’était pas le cas auparavant. Pour la commune, le premier recensement exhaustif entrant dans le cadre du nouveau dispositif a été réalisé en 2002, les précédents recensements ont eu lieu en 1996, 1988, 1983, 1977 et 1971.
En 2017, la commune comptait 612 habitants, en augmentation de 0,16 % par rapport à 2012
| 1971 | 1977 | 1983 | 1988 | 1996 | 2002 | 2007 | 2012 | 2017 |
| ---- | ---- | ---- | ---- | ---- | ---- | ---- | ---- | ---- |
| 429  | 386  | 407  | 497  | 631  | 562  | 587  | 611  | 612  |

| 2022 | - | - | - | - | - | - | - | - |
| ---- | - | - | - | - | - | - | - | - |
| 600  | - | - | - | - | - | - | - | - |

## Administration
| Période                                  | Période  | Identité         | Étiquette         | Qualité |
| ---------------------------------------- | -------- | ---------------- | ----------------- | ------- |
| Les données manquantes sont à compléter. |          |                  |                   |         |
| avant 1981                               | ?        | Henri Maraetaata |                   |         |
| ...                                      | 2008     | Marcel Bouyer    | ...               | ...     |
| 2008                                     | en cours | Henri Tuieinui   | Tapura Huiraatira | ...     |

## Lieux et monuments
- Église Notre-Dame-de-la-Paix d'Omoa.
- Église Saint-Michel de Hanavave.